# Muntanyes Wicklow
Els Monts Wicklow (en irlandès Sléibhte Chill Mhantáin) que també inclouen les muntanyes al sud-oest de Dublín, són una serralada del sud-est d'Irlanda. S'estenen pels comtats de Dublín, Wicklow, Carlow i Wexford.
Les muntanyes de Wicklow conformen la major àrea muntanyosa i enlairada d'Irlanda que abasta més de 500 km2 per damunt dels 300 metres.
La orientació general de les cadenes de muntanyes va de nord-est a sud-oest. Hi ha alguns massissos o grups de muntanyes diferenciats: el de Kippure al nord, al límit de Dublín i Wicklow; Djouce, Tonelagee, Camaderry i Lugnaquilla al centre; Church Mountain i Keadeen Mountain a l'oest; i Croghan Kinsella al sud. A l'est, distanciat de la resta de la serralada i separat per l'altiplà de Vartry, hi ha el grup que formen el Great Sugar Loaf, el Little Sugar Loaf i el Bray Head.

Mapa topogràfic de les Muntanyes Wicklow

Lugnaquilla és el cim més alt de les muntanyes de Wicklow amb 925 m. i el 13è cim més alt d'Irlanda. Mullaghcleevaun amb 847 metres és el segon cim més alt, seguit del Kippure de 757 m. En total, hi ha 39 cims que depassen els 600 m.Hi ha collades per on transcorren les vies de comunicació, el Sally Gap (498 m.) i el Wicklow Gap (478 m.)